# Jean Aulay de Launay
Pour les articles homonymes, voir Delaunay et Launay.
Jean Aulay de Launay, dit « Launay » ou « Delaunay », né le 28 juin 1765 à Bayonne, mort le 11 juin 1841 à Aix-en-Provence), est un général français de la Révolution et de l’Empire.

## Biographie
Launay avait déjà servi dans la marine marchande lorsqu'il entra comme capitaine dans le 1er bataillon de la légion des Montagnes le 6 janvier 1793. Nommé, le 1er mai de la même année, sur le champ de bataille, chef de bataillon au même corps, et général de brigade le 25 germinal an II (14 avril 1794), il fut destitué le 21 prairial suivant.
Réintégré le 25 prairial an III pour être envoyé aux colonies, il ne suivit point cette destination.
Après avoir fait les campagnes de l'armée d'Espagne, il fut envoyé à celle d'Italie le 3 fructidor an IV. Il donna, à l'affaire de Caldiero (Lombardie), où il commandait l'avant-garde, des preuves d'une valeur brillante et enleva plusieurs postes à l'ennemi. Assailli par un renfort considérable que l'ennemi venait de recevoir, il fut fait prisonnier et renvoyé sur parole, d'après la réclamation du général en chef Bonaparte.
Mis en traitement de réforme le 28 ventôse an V, il rentra en activité le 21 pluviôse an VII, et rejoignit l'armée d'Italie. Le 14 prairial, il rencontra sur les hauteurs en avant de Rezzo un parti ennemi et le força à mettre bas les armes.
Étant à Lavina, à la tête de seulement 400 hommes de la 18e demi-brigade d'infanterie légère, et 100 hommes de la 64e de ligne, il reçut, le 16 prairial an VIII (5 juin 1800), l'ordre de se porter sur Mendatica, et d'attaquer les Autrichiens en quelque lieu qu'il les rencontrât : il aperçut une colonne autrichienne sur les hauteurs de Montegabello, évalua sa force à 3 000 hommes, et mit 200 des siens sur les hauteurs de la Livina, en convenant avec eux d'un signal de reconnaissance, et en leur prescrivant expressément de ne paraître qu'à l'instant où ce signal serait donné ; il plaça, en même temps sur la route de Mendatica, un détachement de 30 hommes qui, formés sur trois lignes de profondeur, présentaient une tête de colonne ; il en détacha ensuite 50 en tirailleurs du côté de Montegabello, de sorte qu'il était presque impossible de ne pas croire qu'un corps de troupes considérable, précédé de ses tirailleurs, ne s'avançât en effet. Il prit, avec le reste de ses soldats, une position avantageuse auprès du chemin, attendit les ennemis qui s'avançaient avec sécurité, et se précipita sur eux au moment où ils s'attendaient le moins à être attaqués : la surprise et l'impétuosité du mouvement des Français, qui s'élancèrent de trois côtés à la fois, jetèrent l'ennemi dans un affreux désordre ; presque rien n'échappa. Tout fut tué ou mis en fuite : les Français firent ce jour-là 1 500 prisonniers, s'emparèrent de 6 drapeaux, d'une pièce de canon et de 240 chevaux. Cette manœuvre hardie assura le plan du général en chef, qui lui en témoigna sa satisfaction, et lui valut de nouveaux grades militaires.
En non-activité le 1er vendémiaire an X, il fut mis à la disposition du ministre de la Marine le 18 du même mois, et placé en disponibilité le 9 fructidor an XI.
L'Empereur le nomma chevalier de la Légion d'honneur le 19 frimaire an XII, l'employa à Lyon le 21, lui accorda la croix de commandeur de l'Ordre le 25 prairial, et lui donna un commandement dans la 8e division militaire le 7 messidor.
Commandant le département des Bouches-du-Rhône le 9 brumaire an XIII, il fut appelé à l'armée d'Italie le 24 fructidor, et ensuite à celle de Dalmatie. Le 31 décembre 1806 il s'empara, à la tête des grenadiers, de la position en avant de Castel-Nuovo, défendue par une nuée de Monténégrins et par un bataillon russe. Le 15 et le 16 juin 1807 il chassa l'ennemi des points qu'il occupait à Glariza et Gracovo, après lui avoir fait perdre 400 hommes, dont 300 tués sur le champ de bataille, son artillerie et ses munitions. À la suite de cette affaire, il sauva 65 prisonniers russes que les Turcs étaient sur le point d'égorger.
Créé baron de l'Empire en 1808, et autorisé le 14 décembre 1809, à passer au service du roi de Westphalie, il revint en France, alla à l'armée de Catalogne le 8 mai 1810, fut attaché à la 7e division militaire le 21 novembre de la même année, puis à la 23e (Corse) le 1er juin 1812, où il resta jusqu'au mois de novembre 1814.
Alors ayant voulu exécuter lui-même l'ordre que lui avait donné le lieutenant-général comte Berthier de faire rentrer à Bastia les munitions et les objets de l'artillerie et du génie de l'île de Capraia, il reçut un congé de trois mois : suivant le gouverneur, il aurait dû charger un officier supérieur de cette expédition ; suivant lui, l'état des esprits à Capraia, et la conduite précédente des habitants de cette île, lui imposaient l'obligation d'agir par lui-même.
À l'expiration de son congé il retourna en Corse, et il se trouvait a Calvi lorsque, le 16 mars 1815, il reçut de Napoléon Ier trois décrets : l'un contenait sa nomination au grade de général de division et au commandement en chef de la Corse ; le second le faisait président de la junte de gouvernement qui devait être établie dans l'île, et le troisième lui prescrivait de faire arrêter le général Bruslart, gouverneur royal de la Corse.
De Launay envoya ces pièces au général Bruslart : malgré le départ de Louis XVIII pour la Belgique, ce dernier prit des dispositions pour s'opposer aux efforts des partisans « du brigand qui cherchait à désoler encore la belle France », et ce ne fut que le 19 avril qu'il fit arborer le drapeau tricolore. Il quitta la Corse quelques jours après.
Louis XVIII, à son retour à Paris, ne reconnut pas son nouveau grade mais lui donna, le 8 août, le commandement du département du Var, et l'envoya en mission en Corse le 2 octobre.
Nommé lieutenant-général honoraire le 10 mai 1816, il fut admis à la retraite le 11 novembre suivant et mourut le 11 juin 1841.
Launay avait épousé, le 10 mai 1800, Éléonore Madeleine Sexte Siméon (10 avril 1784 - Aix-en-Provence ✝ 9 janvier 1847 - Brescia), fille de Joseph-Jérôme, comte Siméon. Il a laissé des descendants.

## Titres
- Baron de Launay et de l'Empire (décret du 15 août 1809, lettres patentes du 31 janvier 1810 - Paris).

## Décorations
- Légion d'honneur :
  - Légionnaire 11 décembre 1803.
  - Commandant de la Légion d'honneur 14 juin 1804[1]

.

## Armoiries
| Figure | Blasonnement |
|        | Armes du baron de Launay et de l'Empire Écartelé au premier d'or à la fasce d'azur chargée de trois merlettes d'argent surmontée d'un soleil de gueules cantonné à dextre ; au deuxième d'azur à la licorne galoppant d'argent ; au troisième d'azur au trophée de six drapeaux d'argent, montés et cravattés d'or, surmontés d'un croissant d'or ; au quatrième de gueules à la tour d'or, ouverte, maçonnée et ajourée de sable, surmontée de trois étoiles en fasce, aussi d'or : franc quartier des barons tirés de l'armée. Livrées : couleurs de l'écu. |